# Groninger paard

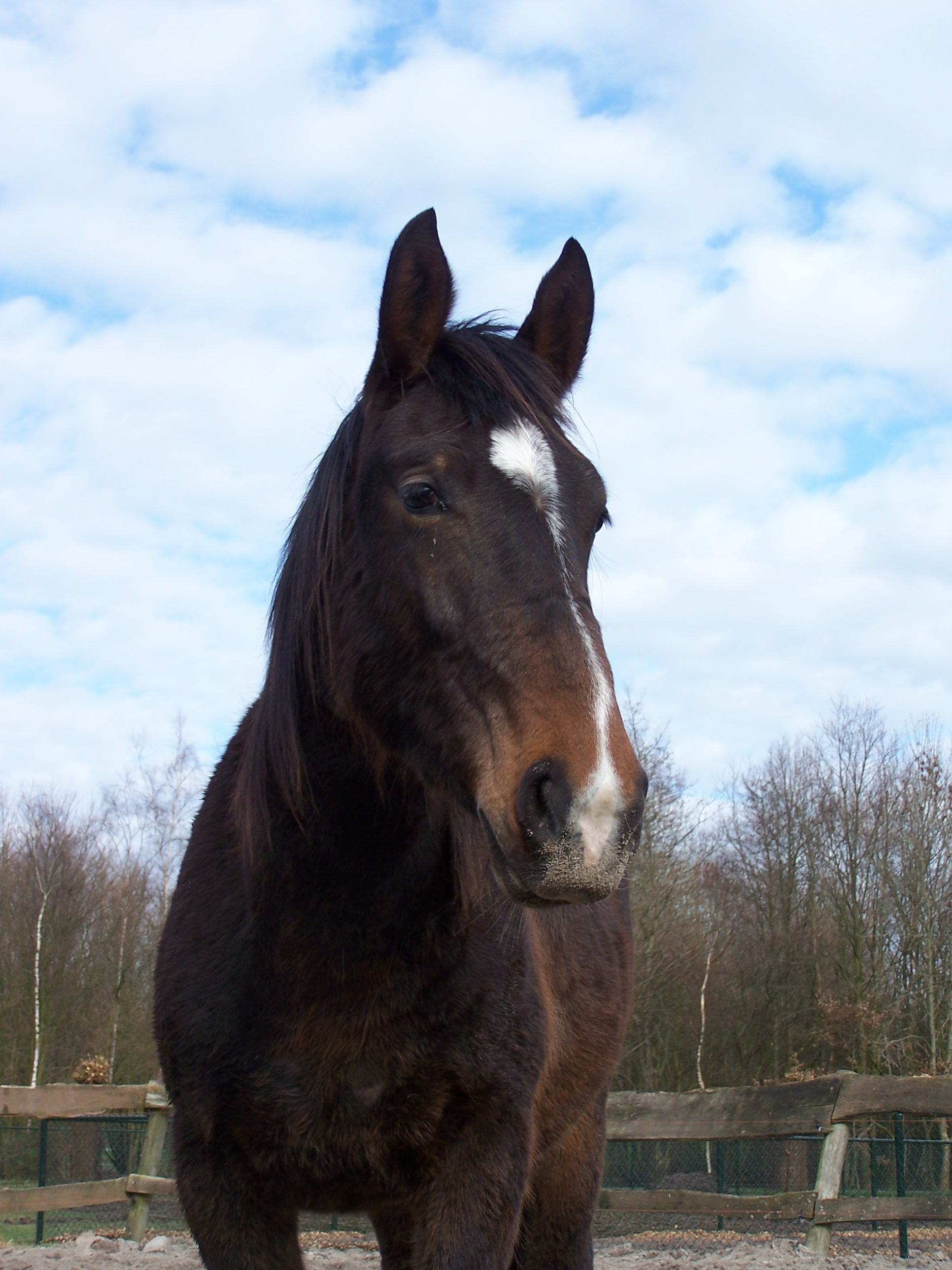
Groninger merrie

Het Groninger paard is een Noord-Nederlands paardenras uit de provincie Groningen. Dit ras werd vroeger ook bovenlander genoemd.

## Kenmerken
Dit ras heeft zich ontwikkeld voor werken in de zware kleigronden die Noord-Nederland rijk is. Het Groninger paard is een massief en krachtig paard voor boerderijwerk, maar wordt ook gebruikt voor tuigsport, mensport en voor normale dressuur. Ook voor de voltige is dit ras heel geschikt vanwege het rustige en betrouwbare karakter. 
Volgens de beschrijving in de statuten van de fokvereniging: "Het paard is een zwaar, lang gelijnd en kortbenig warmbloedpaard met een krachtige bouw, een sprekend hoofd, een gespierde middellange hals, voldoende schoft die soepel overgaat in een niet te lange, sterke rug, een tamelijk schuine schouder, een brede en diepe zwaargespierde romp, ronde welving der ribben, een zwaar ontwikkelde achterhand, massief beenwerk met korte platte pijpen en ruime harde voeten."
Het ras staat bekend om zijn werkwilligheid en het rustige, betrouwbare karakter. Het staat samen met de gelderlander aan de basis van het Nederlands warmbloedpaard dat in de paardensport uitstekende prestaties levert.

## Bedreigd huisdierras
Het ras ontstond rond 1870 door inkruisingen van Oost-Friese paarden en oldenburgerhengsten. Vroeger werden de verwante paarden van dit type ook wel aangeduid als 'bovenlanders'. Sinds ongeveer 1880 werd het in stamboekverband gefokt. Het voortbestaan van het ras werd in de tweede helft van de 20ste eeuw ernstig bedreigd door de opkomende motorisering in de landbouw en door de wens van ruiters om te komen tot een beter presterend springpaard ongeacht de herkomst.
Er werd bijvoorbeeld gekruist met Engelse volbloed hengsten en met rijpaardtypen uit de regio Oldenburg en uit Frankrijk. In 1978 werd de laatste originele Groninger hengst, Baldewijn, gered van het slagersmes en begon een kleine groep eigenzinnige fokkers met ongeveer twintig Groninger merries zich in te zetten voor het behoud van dit bedreigde huisdierras.

## Stamboekvereniging
Stamboekvereniging Het Groninger Paard is opgericht in 1982 om dit Noord-Nederlandse paardenras en zijn opmerkelijke karakter te bewaren en werd erkend bij Koninklijk Besluit op 28 november 1985. De vereniging werd gesticht omdat verschillende andere Nederlandse verenigingen samengingen in het KWPN. Liefhebbers en fokkers van het Groninger paard wilden dat niet omdat dan het ras zijn identiteit zou hebben verloren. Dankzij hun fokbeleid is het Groninger paard als ras blijven bestaan en is het aantal paarden geleidelijk weer gaan groeien. In 1995 is het stamboek door de Europese Unie erkend als oorspronkelijk stamboek. Het ras heeft nu ongeveer vijfentwintig hengsten en vierhonderd merries en is erkend als zeldzaam huisdierras. Dit Nederlandse paardenras wordt nog regelmatig ingezet als koetspaard voor staatsierijtuigen van het Koninklijk Huis.
Elk jaar in augustus wordt de Nationale Fokdag gehouden, waar de paarden worden gepresenteerd die zijn gekwalificeerd in de regionale keuringen. Groninger paarden worden tijdens keuringen ingevlochten in de traditionele kleuren wit en groen. Vroeger werden goedgekeurde paarden gebrandmerkt, tegenwoordig worden zij gechipt.

## Afbeeldingen

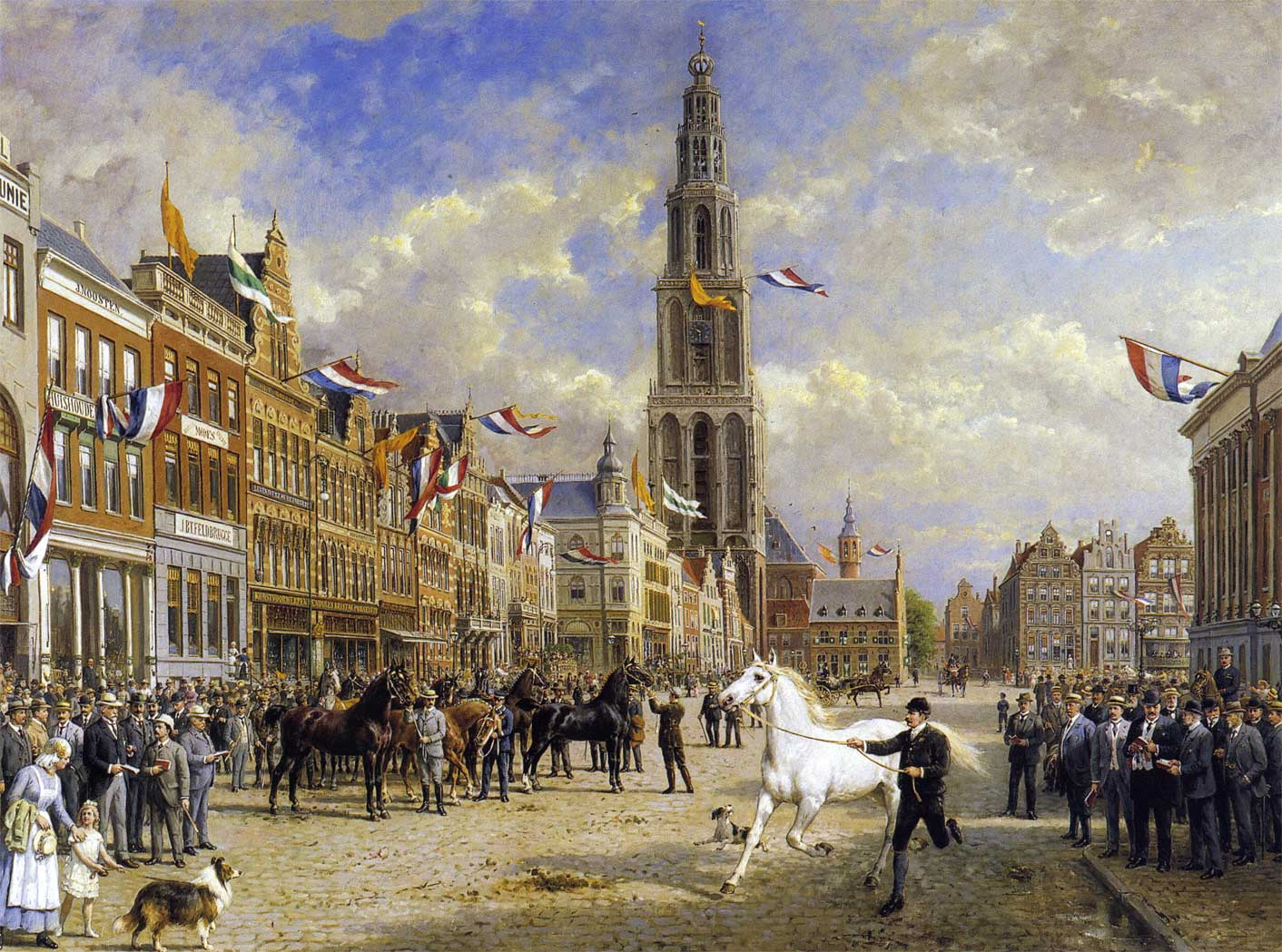
Hengstenkeuring in 1920, Otto Eerelman
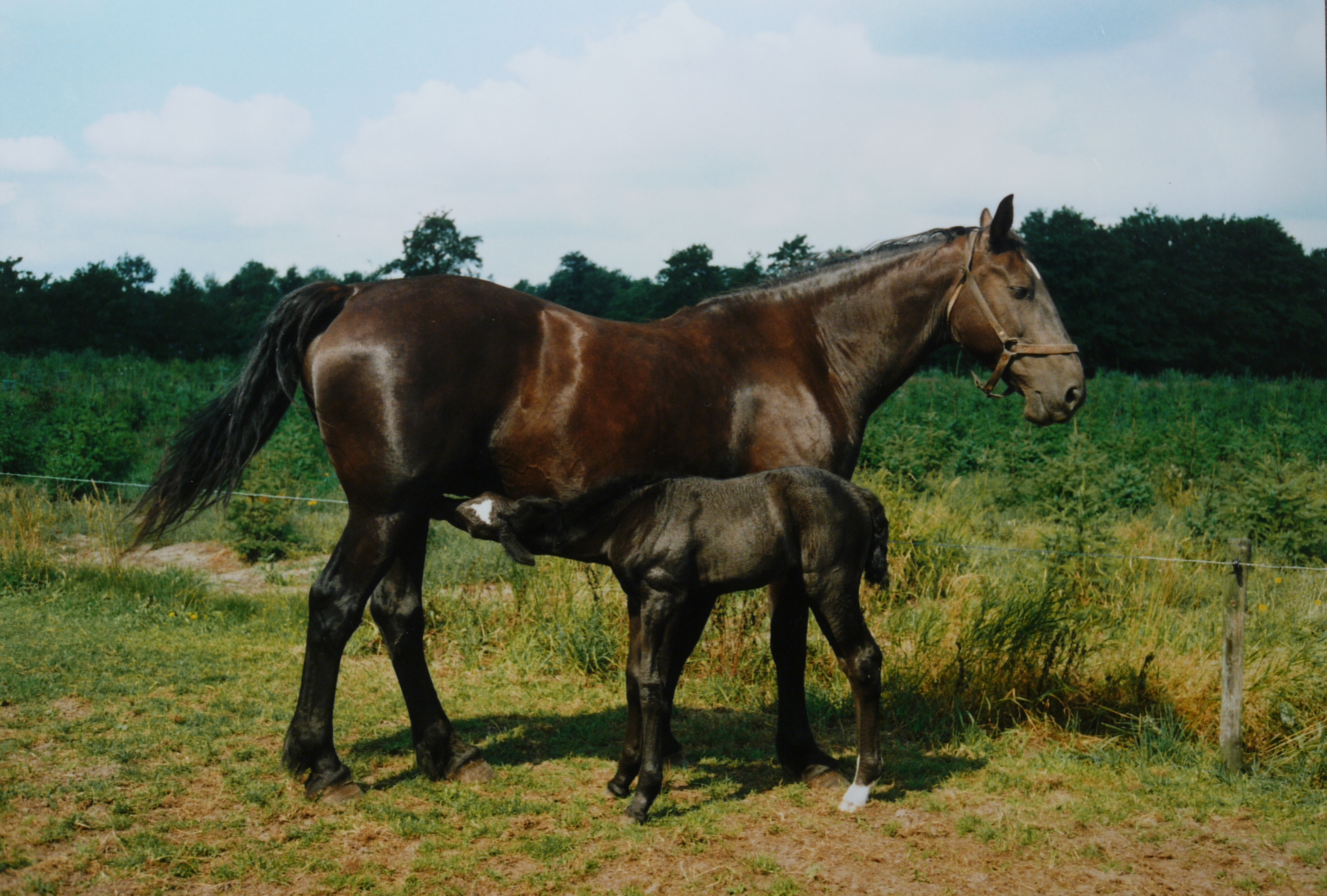
Zogende merrie met veulen
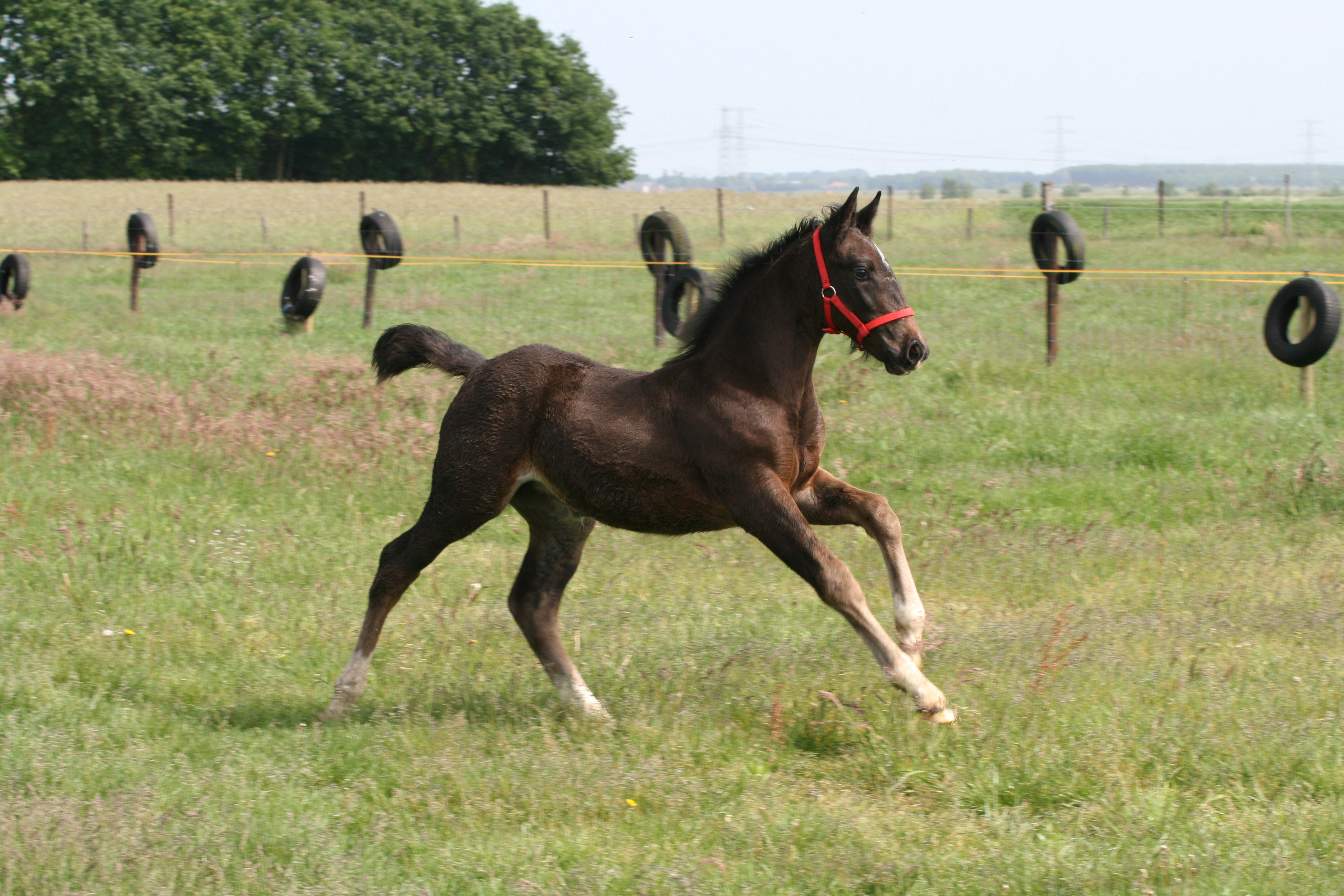
Een Groninger veulen in galop
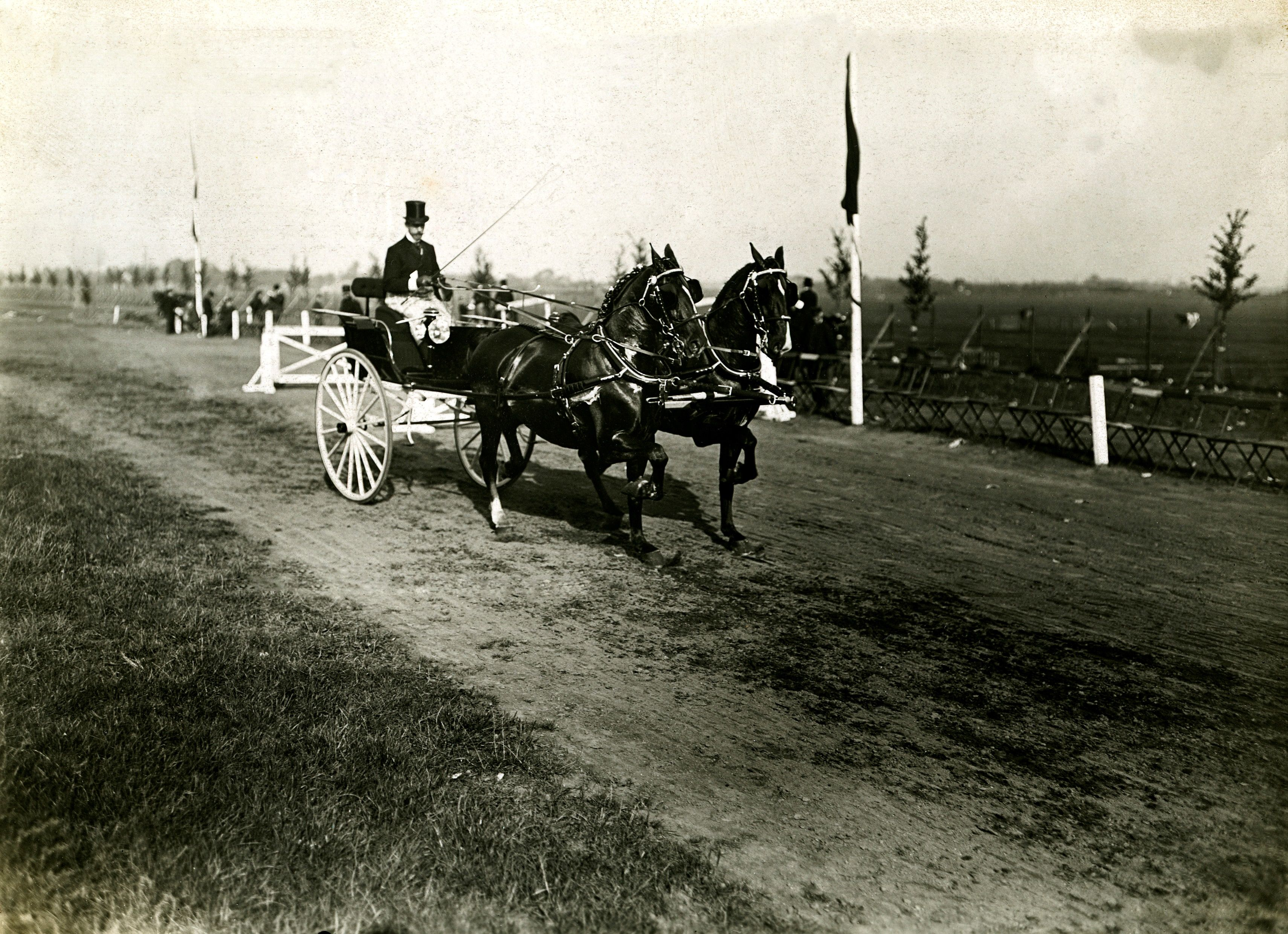
Kampioenen 1910. Willem en Blücher van Klaas Tiktak (1845-1925)